# Sebastian Iskra
Sebastian Iskra (ur. 18 lipca 1987) – polski piłkarz ręczny, rozgrywający, od 2014 zawodnik Piotrkowianina Piotrków Trybunalski.
Wychowanek Zorzy Bogoria, następnie zawodnik Vive II Kielce (2006–2008). W latach 2008–2011 występował w KSSPR Końskie. W sezonie 2008/2009, w którym rozegrał 22 mecze i zdobył 115 goli, był jego najlepszym strzelcem w I lidze.
W latach 2011–2014 był zawodnikiem Piotrkowianina Piotrków Trybunalski. W sezonie 2011/2012, w którym rozegrał 17 meczów i rzucił 61 bramek, wywalczył z nim awans do Superligi. W najwyższej klasie rozgrywkowej zadebiutował 5 września 2012 w przegranym meczu ze Stalą Mielec (26:33), w którym zdobył jednego gola. W sezonie 2012/2013 wystąpił w Superlidze w 27 spotkaniach, w których rzucił 66 bramek. W sezonie 2013/2014 rozegrał 10 meczów i zdobył osiem goli.
Po tym jak z końcem stycznia 2014 wygasła jego umowa z Piotrkowianinem, podpisał półroczny kontrakt z KSSPR Końskie. W sezonie 2013/2014 rozegrał w nim 10 meczów i zdobył 41 goli. Latem 2014 powrócił do Piotrkowianina Piotrków Trybunalski. Przez kolejne dwa lata występował w jego barwach w I lidze, a od 2016 w Superlidze. W sezonie 2016/2017 wystąpił w najwyższej klasie rozgrywkowej w 29 meczach, w których zdobył 92 gole. W sezonie 2017/2018 rozegrał 27 spotkań i rzucił 63 bramki. W sezonie 2018/2019 wystąpił w 25 spotkaniach i zdobył 76 goli. Od sezonu 2021/2022 gracz KSZO Ostrowiec  - 1 liga piłki ręcznej, grupa D.